# 대한민국 형법 제2편 제4장
대한민국 형법 제4장은 국교에 관한 죄(國交－罪)이다.

## 조문
- 대한민국 형법 제107조
- 대한민국 형법 제108조
- 대한민국 형법 제109조
- 대한민국 형법 제110조
- 대한민국 형법 제111조
- 대한민국 형법 제112조
- 대한민국 형법 제113조

## 보호법익
본죄의 보호법익에 관하여는 국제법질서에 의하여 보호되고 있는 외국의 이익의 보호를 목적으로 한 것이라는 견해도 있으나, 대한민국의 대외적 지위의 안전을 보호하는 것이라는 견해가 통설로 되어 있다. 본죄의 처벌에 관하여는 외국법에 동일한 규정이 있는 경우에 한하여 내국법을 적용하는 상호주의와 외국법에 동일한 규정의 유무를 불문하고 내국법을 적용하는 단독주의의 대립이 있는바 우리 형법은 후자에 속한다. 이 중 '사전(私戰)'이란 국가의 전투명령을 받음이 없이 외국에 대하여 전투행위를 하는 것을 말한다. 중립명령위반죄는 자국이 개입하지 않는 전쟁, 즉 외국간에 행하여지는 경우, 국제법상의 중립의무하에서 국내법령으로써 중립명령이 발하여 있는데도 그것에 위반한 행동을 하는 자가 처벌의 대상이 된다. 명령의 내용에 대한 규정이 없는 소위 '백지형법(白地刑法)'의 일종이다.

## 판례
외국언론에 이미 보도된 바 있는 우리나라의 외교정책이나 활동에 관련된 사항들에 관하여 정부가 이른바 보도지침의 형식으로 국내언론기관의 보도 여부 등을 통제하고 있다는 사실을 알리는 것이 외교상의 기밀을 누설한 경우에 해당하지 않는다.